# Сконто / Цериба-46 вск.
«Сконто / Цериба-46 вск.» (латис. FC Skonto/Cerība-46.vsk.)  — латвійський жіночий футбольний клуб з міста Рига. Заснований 2004 року під назвою «Цериба-46 вск.». У 2007 році увійшов до структури «Сконто», після чого отримав назву «Сконто / Цериба-46 вск.». З 2004 року вигравав 5 разчів латвійський чемпіонат. У Лізі чемпіонів дебютував у сезоні 2012/13 років.

## Досягнення
- Чемпіонат Латвії
  -  Чемпіон (5): 2004, 2006, 2008, 2009, 2011
  -  Срібний призер (3): 2007, 2010, 2012
  -  Бронзовий призер (3): 2005, 2013, 2014

## Статистика виступів у єврокубках
| Сезон   | Змагання       | Раунд         | Результат | Суперник       | Бомбардири         |
| ------- | -------------- | ------------- | --------- | -------------- | ------------------ |
| 2012–13 | Ліга чемпіонів | Груповий етап | 0–5       | МТК (Будапешт) |                    |
|         |                |               | 0–8       | ПАОК           |                    |
|         |                |               | 2–5       | «Наше Таксі»   | Левенцова + 1 а.г. |